# Anizy-le-Château
Anizy-le-Château je naselje in občina v severnem francoskem departmaju Aisne regije Pikardije. Leta 2008 je naselje imelo 1.899 prebivalcev.

## Geografija
Kraj se nahaja v pokrajini Laonnois 18 km jugozahodno od Laona. 

## Administracija
Anizy-le-Château je sedež istoimenskega kantona, v katerega so poleg njegove vključene še občine Bassoles-Aulers, Bourguignon-sous-Montbavin, Brancourt-en-Laonnois, Cessières, Chaillevois, Chevregny, Faucoucourt, Laniscourt, Laval-en-Laonnois, Lizy, Merlieux-et-Fouquerolles, Monampteuil, Mons-en-Laonnois, Montbavin, Pinon, Prémontré, Royaucourt-et-Chailvet, Suzy, Urcel, Vaucelles-et-Beffecourt, Vauxaillon in Wissignicourt z 10.566 prebivalci.
Kanton je sestavni del okrožja Laon.